# Zabdas z Jerozolimy
Zabdas z Jerozolimy – trzydziesty siódmy biskup Jerozolimy; sprawował urząd w latach 298–300.